# Покър Манташ
Покр Манташ (на арменски: Փոքր Մանթաշ) е село и община в Армения, област Ширак. Според Националната статистическа служба на Армения през 2012 г. има 2968 жители.

## Демография
Броят на населението в годините 1831 – 2004 е както следва: